# Croazia ai Giochi della XXXIII Olimpiade
La Croazia ha partecipato ai Giochi della XXXIII Olimpiade, svoltisi a Parigi dal 26 luglio all'11 agosto 2024, con una delegazione di 77 atleti, 62 uomini e 15 donne, in 15 sport e 16 discipline.

## Delegazione
| Sport            | Uomini | Donne | Totale |
| ---------------- | ------ | ----- | ------ |
| Atletica leggera | 4      | 5     | 9      |
| Canoa/kayak      | 1      | 1     | 2      |
| Canottaggio      | 5      | 0     | 5      |
| Ciclismo         | 1      | 0     | 1      |
| Ginnastica       | 2      | 0     | 2      |
| Judo             | 1      | 2     | 3      |
| Nuoto            | 2      | 1     | 3      |
| Pallamano        | 17     | 0     | 17     |
| Pallanuoto       | 13     | 0     | 13     |
| Pugilato         | 1      | 0     | 1      |
| Taekwondo        | 2      | 1     | 3      |
| Tennis           | 2      | 2     | 4      |
| Tennistavolo     | 4      | 1     | 5      |
| Tiro             | 3      | 0     | 3      |
| Vela             | 4      | 2     | 6      |
| Totale           | 62     | 15    | 77     |